# Ernest Dupré
Ernest Dupré (Marsiglia, 7 marzo 1862 – Deauville, 2 settembre 1921) è stato uno psichiatra e psicologo francese.
Fu professore di psichiatria presso la facoltà di medicina a Parigi. È ricordato per la sua accurata descrizione del termine di isteria e perché coniò la locuzione pseudologia fantastica.

## Opere
- Définition médico-légale de l'aliéné (leçon d'ouverture du cours de psychiatrie médico-légale) ; P., Gainche, 1904. 25pp
- La Mythomanie. Étude psychologique et médico-légale du mensonge et de la fabulation morbides (leçon d'ouverture du cours de psychiatrie médico-légale, 2 année) ; P., Gainche, 1905. 68pp
- L'expertise psychiatrique ; règles générales de l'examen médical ; Asile Ste-Anne, Clinique des maladies mentales. 1910. 15pp
- Les déséquilibres institutionnels du système nerveux (surtitre : Clinique des maladies mentales et des affections de l'encéphale - leçon inaugurale) ; P., Baillière, 1919, 36pp
- Pathologie de l'imagination et de l'émotivité ; P., Payot, 1925, XXIII+503pp (avec notice biographique par le Pr Achalme).